# Djuphavssjöborre
Djuphavssjöborre (Echinus elegans) är en sjöborreart som beskrevs av Magnus Wilhelm von Düben och Johan Koren 1844. Djuphavssjöborre ingår i släktet Echinus och familjen taggsjöborrar. Arten är reproducerande i Sverige. Inga underarter finns listade i Catalogue of Life.